# Prytanée militaire de Kati
Pour les articles homonymes, voir Prytanée militaire.
 (juillet 2025).
Le prytanée militaire de Kati (PMK) est une école militaire malienne, située dans le camp militaire Soundiata-Keïta à Kati. Totalement public, cet établissement très sélectif forme les enfants jusqu'au bac avec le grade de sergent.
Si rien n'oblige les élèves à embrasser une carrière militaire, la raison d’être du Prytanée est de former les enfants pour en faire de bons officiers qui rejoindront les rangs de l’armée.
En 2019, PMK accueillait sa 38e promotion.

## Histoire
Le Prytanée militaire de Kati a succédé à l’École des enfants de troupe de la ville, établie en 1923 par les français et dissoute en 1960, au lendemain de l’indépendance malienne.
Elle est « remise sur pied » en 1981 par le général et dictateur Moussa Traoré, qui est un de ses anciens élèves.
Elle accueille les premières filles en 1998.

## Scolarité

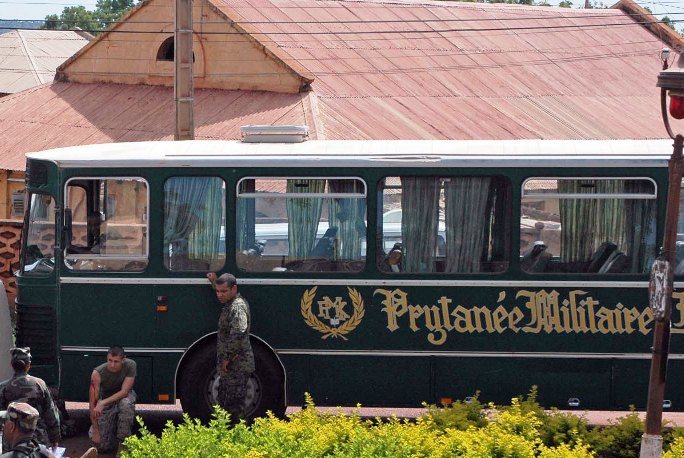
Bus du Prytanée militaire (2008)

Sur un millier de candidatures, seulement une cinquantaine d’enfants sont reçus chaque année. Des professeurs sont envoyés dans des villes dans tout le pays pour faire passer le concours de sélection. L’établissement n’a toutefois pas échappé aux accusations de clientélisme, notamment après la chute de Moussa Traoré.
Les enfants n'ont pas plus de 13 ans à leur arrivée et la scolarité dure six ans. 
L'État prend en charge toutes les dépense : logement, scolarité, nourriture, santé, vêtements, et fournit même un peu d’argent de poche en fin de mois. Finalement, la prise en charge matérielle d'un élève durant six années de scolarité coûte environ 15 millions de francs CFA (environ 23 000 euros) à l’État.
L'école affiche le meilleur taux de réussite au bac de tout le pays – 100 % en 2021, soit presque le triple de la moyenne nationale.
Environ 40% des élèves sont acceptés à l’école des officiers de Koulikoro sans passer le concours, en fonction des besoins exprimés par le ministère de la Défense.

## Fonctionnement
Le PMK dépend du ministère de la Défense pour le budget et l’instruction militaire, et du ministère de l’Éducation nationale pour le programme pédagogique et le recrutement des professeurs.

## Personnalité
- Sadio Camara, ancien responsable de l'ecole